# Mise en bouche (roman)
 (novembre 2022).
Si vous disposez d'ouvrages ou d'articles de référence ou si vous connaissez des sites web de qualité traitant du thème abordé ici, merci de compléter l'article en donnant les références utiles à sa vérifiabilité et en les liant à la section « Notes et références ».

Mise en bouche est un roman de Jo Kyung-ran publié en 2007.

## Résumé
Jung Jiwon est une femme d'une trentaine d'années, qui dirige une école de cuisine. Lorsque l'homme qu'elle aime la quitte pour une de ses élèves, la belle Lee Seyon, une ancienne mannequin, elle retourne travailler chez son ancien patron qui tient un fameux restaurant italien à Séoul, Nove, où elle a beaucoup appris, notamment parce que le restaurant envoie ses employés en formation jusqu'en Europe. Son travail lui permet peu à peu de refaire surface, et elle tente plusieurs fois de récupérer son homme, en vain. Après plusieurs mois, elle le convainc d'accepter un dernier repas en tête-à-tête qu'elle prépare elle-même. Cependant, le plat servi que son homme apprécie au plus haut point, n'est autre qu'une partie de son amante.